# Shaun Maswanganyi
Phatutshedzo Shaun Maswanganyi (Johannesburg, 1 februari 2001) is een Zuid-Afrikaans sprinter. Hij nam eenmaal deel aan de Olympische Zomerspelen.

## Biografie
Na zijn middelbare studies trok Maswasganyi naar hij Houston University waar hij gecoacht wordt door Carl Lewis. In 2019 won hij goud op de 100 meter tijdens de Afrikaanse kampioenschappen voor U20. 
In 2021 kwalificeerde hij zich voor de Olympische Zomerspelen van Tokio. In een tijd van 10,12 s kon hij zich plaatsen voor de halve finale van de 100 meter. In deze halve finale liep hij in een tijd van 10,10 s naar de zesde plaats waarmee hij zich niet kon plaatsen voor de finale. Enkele dagen later nam hij deel aan de 200 meter waarin Maswanganyi ook werd uitgeschakeld in de halve finale. Samen met Clarence Munyai, Chederick van Wyk en Akani Simbine nam hij ook deel aan het estafettenummer van de 4x100 meter maar in de reeksen haalde het Zuid-Afrikaans viertal de finish niet. 

## Persoonlijke records
Outdoor
| Onderdeel   | Prestatie | Datum         | Plaats          |
| ----------- | --------- | ------------- | --------------- |
| 100 m       | 10,04     | 29 mei 2021   | College Station |
| 200 m       | 20,10     | 11 juni 2021  | Eugene          |
| verspringen | 7,57 m    | 15 maart 2019 | Pretoria        |

## Palmares

### 100 m
- 2021: 6e in ½ fin. OS - 9,91 s

### 200 m
- 2021: 4e in ½ fin. OS - 20,18 s

### 4x100 m
- 2021: DNF serie 1 OS